# استان پمبای شمالی
پمبای شمالی به (سواحیلی Kaskazini Pemba) یکی از استانهای کشور تانزانیا می‌باشد. این استان در جزیره پمبا واقع شده‌است و مرکز آن شهرستان وته می‌باشد.

## جستارهای وابسته